# Mount William nationalpark
Mount William nationalpark är en 184,25 km² stor nationalpark i nordöstra Tasmanien, Australien. Den 3 oktober 1973 skyddades 86,4 km² av den nuvarande nationalparken. Det skyddade området har därefter utökats flera gånger, för att som mest omfatta 184,39 km². Den 22 december 2004 togs 13,79 hektar bort från nationalparken för att möjliggöra byggandet av en kraftledning.

## Fauna
Parken har ett rikt djurliv är en viktig fristad för bland annat grå jättekänguru, vombater, rödhalsad vallaby och thylogale billardierii. Fågellivet består av nära 100 arter, däribland gliciphila melanops, vitbukad blåsmyg, flamsydhake, vitpannad sydhake, strimmig pardalote samt enstaka flockar gulstjärtad sotkakadua.

## Flora
Floran består av hundratals växtarter varav många är färgglada blommor. Många av växterna kräver regelbundna bränder för regeneration och överlevnad.
Grästrädsläktet är mycket vanligt och det finns även banksia och casuarinaceae samt ovanliga växter som zieria veronicea och villarsia exaltata.